# Kytö
Kytö es una isla en Espoo, Finlandia. Es una de las islas situadas más al sur en Espoo, y más allá se encuentra en su mayoría sólo el mar abierto. Durante décadas, Kytö fue utilizado por las Fuerzas de Defensa finlandesas como un campo de entrenamiento, y el ingreso se restringía severamente. Sin embargo, en la década de 2000, las Fuerzas de Defensa abandonaronla isla, y desde entonces ha habido un debate acerca de quién es realmente el dueño de la isla. Tres partes la han reclamado como de su propiedad: las Fuerzas de Defensa, la ciudad de Espoo, y una familia que afirma que sus antepasados tenían la propiedad de la isla ya en el siglo XIX.